# HMS Veteran (D72)
«Ветеран» (D72) (англ. HMS Veteran (D72)) — військовий корабель, ескадрений міноносець «Адміралті» типу «W» Королівського військово-морського флоту Великої Британії за часів Другої світової війни.
«Ветеран» був закладений 30 серпня 1918 року на верфі компанії John Brown & Company у Клайдбанку. 26 серпня 1919 року він був спущений на воду, а 13 листопада 1919 року увійшов до складу Королівських ВМС Великої Британії.
Корабель брав участь у бойових діях на морі в Другій світовій війні й переважно бився в Атлантиці. За проявлену мужність та стійкість у боях бойовий корабель заохочений трьома бойовими відзнаками.

## Історія служби

### 1939—1940
З початком Другої світової війни есмінець перебував у складі Домашнього флоту. У жовтні разом з есмінцями 16-ї флотилії «Монтроз», «Веномос», «Вайлд Свон», «Вустер», «Веріті», «Віверн» і «Вітшед» був залучений до виконання завдання зі супроводження конвоїв в Англійській протоці та у південно-західних підходах, базуючись на Портсмут.
У липні 1940 року у складі 3-ї групи флоту забезпечував прикриття транспортних конвоїв, що прямували Північним морем, а також прикривав цей напрямок з огляду на заплановане вторгнення німецького вермахту до Британських островів.
20 серпня 1940 року «Ветеран» з іншими есмінцями перейшов до 16-ї флотилії есмінців, що забезпечувала охорону східного узбережжя Англії, базуючись на військово-морську базу в Гаріджі.

### 1941
3 квітня 1941 року разом з однотипним есмінцем «Волверін» був відряджений на допомогу конвою SC 26, який прямував з Галіфаксу до Британських островів. Конвой SC 26, який складався з 23 транспортних та вантажних суден і йшов під ескортом лишень одного допоміжного крейсера «Вустершир», піддався скоординованій атаці німецьких підводних човнів U-73, U-74 та U-46 і втратив унаслідок нападу шість суден, ще два, зокрема ескортний крейсер, були пошкоджені.
11 вересня 1941 року у Данській протоці глибинними бомбами британських есмінців «Лемінгтон» та «Ветеран» був потоплений німецький підводний човен U-207 з усім екіпажем у 41 особу.
23 вересня 1942 року під час супроводження конвою RB 1 німецький човен U-380 виявив союзний конвой. На групу транспортних суден розпочали атаку вовчі зграї «Бліц», «Ворвартс» і «Пфайль». 25 вересня були затоплені суховантажні судна SS Boston і SS New York, конвой розсіявся. 26 числа зусиллями командування конвой був організований знову, есмінець «Ветеран» намагався врятувати постраждалих з судна SS New York, коли був уражений двома торпедами U-404 і швидко затонув після вибуху на борту судна. Весь екіпаж, а також певна кількість врятованих моряків з інших суден, загинули в повному складі.